# Marc Johnstone
Marc Johnstone, född 19 juni 1996, är en amerikansk professionell ishockeyforward som är kontrakterad till Pittsburgh Penguins i National Hockey League (NHL) och spelar för Wilkes-Barre/Scranton Penguins i American Hockey League (AHL).
Han har tidigare spelat för Toronto Marlies i AHL; South Carolina Stingrays och Newfoundland Growlers i ECHL; Sacred Heart Pioneers i National Collegiate Athletic Association (NCAA); Chicago Steel i United States Hockey League (USHL) samt Kenai River Brown Bears i North American Hockey League (NAHL).
Johnstone blev aldrig NHL-draftad.

## Statistik
| 2009–2010   | New Jersey Rockets U13         | AYHL        | 37  | 14 | 15 | 29 | 22  | —  | — | —  | —  | —  |
| 2010–2011   | New Jersey Rockets U14         | AYHL        | 32  | 6  | 16 | 22 | 26  | —  | — | —  | —  | —  |
| 2011–2012   | New Jersey Rockets U16         | AYHL        | 22  | 7  | 12 | 19 | 18  | —  | — | —  | —  | —  |
| 2012–2013   | New Jersey Rockets U16         | AYHL        | 25  | 12 | 18 | 30 | 48  | —  | — | —  | —  | —  |
| 2013–2014   | New Jersey Rockets U18         | AYHL        | 24  | 11 | 22 | 33 | 18  | —  | — | —  | —  | —  |
|             | Kenai River Brown Bears        | NAHL        | 2   | 0  | 0  | 0  | 2   | —  | — | —  | —  | —  |
| 2014–2015   | North Jersey Avalanche U18     | AYHL        | 18  | 8  | 7  | 15 | 24  | —  | — | —  | —  | —  |
|             | Kenai River Brown Bears        | NAHL        | 2   | 0  | 1  | 1  | 0   | —  | — | —  | —  | —  |
| 2015–2016   | Chicago Steel                  | USHL        | 57  | 6  | 7  | 13 | 84  | —  | — | —  | —  | —  |
| 2016–2017   | Chicago Steel                  | USHL        | 59  | 9  | 20 | 29 | 81  | 14 | 3 | 12 | 15 | 6  |
| 2017–2018   | Sacred Heart Pioneers          | NCAA        | 39  | 13 | 17 | 30 | 42  | —  | — | —  | —  | —  |
| 2018–2019   | Sacred Heart Pioneers          | NCAA        | 37  | 5  | 17 | 22 | 34  | —  | — | —  | —  | —  |
| 2019–2020   | Sacred Heart Pioneers          | NCAA        | 34  | 9  | 18 | 27 | 14  | —  | — | —  | —  | —  |
| 2020–2021   | Sacred Heart Pioneers          | NCAA        | 16  | 6  | 10 | 16 | 12  | —  | — | —  | —  | —  |
|             | South Carolina Stingrays       | ECHL        | 5   | 0  | 2  | 2  | 4   | —  | — | —  | —  | —  |
| 2021–2022   | Newfoundland Growlers          | ECHL        | 58  | 7  | 14 | 21 | 33  | 19 | 4 | 4  | 8  | 14 |
|             | Toronto Marlies                | AHL         | 4   | 0  | 0  | 0  | 2   | —  | — | —  | —  | —  |
| 2022–2023   | Toronto Marlies                | AHL         | 69  | 9  | 13 | 22 | 39  | 7  | 0 | 1  | 1  | 0  |
| 2023–2024   | Pittsburgh Penguins            | NHL         | 1   | 0  | 0  | 0  | 0   | —  | — | —  | —  | —  |
|             | Wilkes-Barre/Scranton Penguins | AHL         | 21  | 2  | 3  | 5  | 17  | —  | — | —  | —  | —  |
| NHL totalt  | NHL totalt                     | NHL totalt  | 1   | 0  | 0  | 0  | 0   | —  | — | —  | —  | —  |
| AHL totalt  | AHL totalt                     | AHL totalt  | 94  | 11 | 16 | 27 | 58  | 7  | 0 | 1  | 1  | 6  |
| ECHL totalt | ECHL totalt                    | ECHL totalt | 63  | 7  | 16 | 23 | 37  | 19 | 4 | 4  | 8  | 14 |
| NCAA totalt | NCAA totalt                    | NCAA totalt | 126 | 33 | 62 | 95 | 102 | —  | — | —  | —  | —  |
| USHL totalt | USHL totalt                    | USHL totalt | 116 | 15 | 27 | 42 | 165 | 14 | 3 | 12 | 15 | 6  |